# يوشيتاكي سوزوكي
يوشيتاكي سوزوكي (باليابانية: 鈴木 喜丈) (6 يوليو 1998 في طوكيو في اليابان – )؛ هو لاعب كرة قدم ياباني سابق كان يلعب كلاعب وسط.

## وصلات خارجية
- يوشيتاكي سوزوكي على موقع رابطة كرة القدم اليابانية للمحترفين (اليابانية)
- يوشيتاكي سوزوكي على موقع قاعدة بيانات كرة القدم.إي يو (الإنجليزية)
- يوشيتاكي سوزوكي على موقع Soccerway.com (الإنجليزية)
- يوشيتاكي سوزوكي على موقع عالم كرة القدم.نت (الإنجليزية)
- يوشيتاكي سوزوكي على موقع كووورة